# Pasvalys
Pasvalys ( escoltar (?·pàg.), en polonès: Pozwoł) és una ciutat del comtat de Panevėžys, Lituània, situada a prop de la riba del riu Svalia. El 1557, el Tractat de Pozvol es va signar a la ciutat, el que va provocar que Ivan IV de Rússia iniciés la Guerra de Livònia.

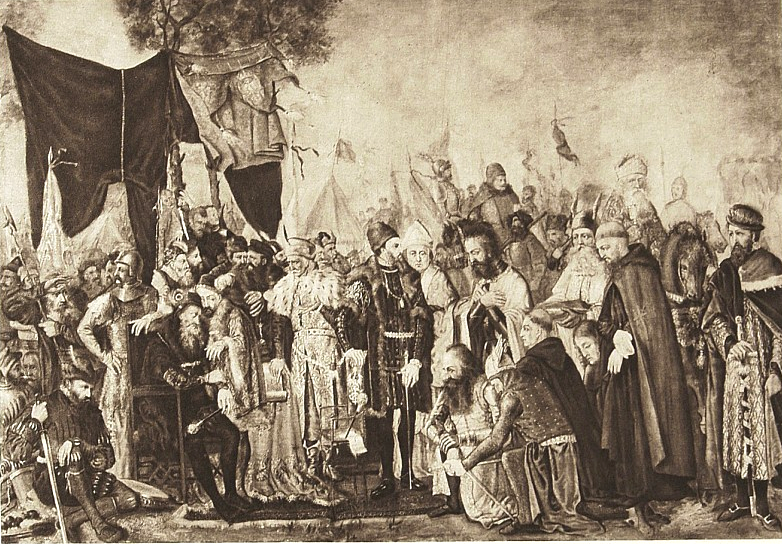
Tractat de Pozvol, signat entre Polònia-Lituània per Segimon II August i l'Orde Livonià.

## Ciutats agermanades
- Lievin, França
- Götene, Suècia
- Żory, Polònia